# Ernst Pringsheim, Sr.
Pour l’article homonyme, voir Ernst Pringsheim, Jr..
Ernst Pringsheim, Sr., Ernst Pringsheim sen. (11 juillet 1859, Breslau - 28 juin 1917, Breslau) est un physicien prussien.

## Ouvrages
- Ueber das Radiometer. Berlin: Lange, 1882. Berlin, Universität, Dissertation, 1882; ()
- Eine Wellenlängenmessung im ultrarothen Sonnenspectrum. In: Annalen der Physik und Chemie. Neue Folge, Band XVIII, (1883); ()
- (avec Otto Lummer:) A Determination of the ratio k of the specific heat for air, oxygen, carbon-dioxide and hydrogen. (=  Smithsonian Contributions to Knowledge; 29,6 = 1126 Hodgkins Fund) Washington : Smithsonian Inst., 1898;
- Vorlesungen über die Physik der Sonne. Leipzig: Teubner, 1910; ()
- Fluoreszenz und Phosphoreszenz im Lichte der neueren Atomtheorie, 1928; ()